# Chadkalgudda, Devadurga
Chadkalgudda là một làng thuộc tehsil Devadurga, huyện Raichur, bang Karnataka, Ấn Độ.